# LaShawn Merritt
LaShawn Merritt (Portsmouth, Virginia, 27 de junio de 1986) es un atleta estadounidense especialista en la prueba de 400 metros lisos. Logró la medalla de oro en los Juegos Olímpicos de Pekín 2008 y en el Campeonato Mundial de Atletismo de 2009 y de 2013.

## Trayectoria
En 2004, Merritt ganó la medalla de oro en el Campeonato Mundial Junior en Grosseto, Italia, con un crono de 45,25 s. En el mismo campeonato, estableció dos récords del mundo junior con el equipo de relevos de 4 × 100 m y 4 × 400 m.
En 2005 fue seleccionado para participar con el equipo de relevos de 4 × 400 m en el Campeonato Mundial de Helsinki. Merritt corrió en la primera ronda, ganado su equipo la serie, pero fue sustituido en la final; sin embargo, fue galardonado con la medalla de oro.
Ganó la medalla de oro en el Campeonato Mundial en Pista Cubierta de 2006 con el equipo de relevos de 4 × 400 m, formado por Tyree Washington, LaShawn Merritt, Milton Campbell y Wallace Spearmon. Ese mismo año logró el tercer lugar en el IAAF World Athletics Final en Stuttgart, Alemania, con un tiempo de 44,14 s. Una semana después, quedó en primer lugar en la Copa del Mundo en Atenas, con una marca de 44,54 s, además de ganar el relevo de 4 × 400 m (Jamel Ashley, Derrick Brew, LaShawn Merrit y Darold Williamson).
Merritt se convirtió en el noveno atleta en romper la barrera de los 44 segundos en los 400 metros para ganar la medalla de plata en el Campeonato Mundial de 2007 en Osaka, Japón, al registrar un tiempo de 43,96 s, quedando por detrás de Jeremy Wariner. Obtiene, también, el oro en el relevo de 4 × 400 m junto a Angelo Taylor, Darold Williamson y Jeremy Wariner.

### Título olímpico y mundial
En agosto de 2008, en el Nido de Pájaro, Merritt ganó la final de los Juegos Olímpicos de Pekín con un tiempo de 43,75 s, aventajando en 99 centésimas de segundo a Jeremy Wariner (44,74 s), el mayor margen entre el oro y la plata en una final de 400 m de una final olímpica. Ese tiempo, nueva marca personal, lo convirtió en el quinto atleta más rápido de la historia en los 400 metros, dos puestos por detrás de Wariner, que es el tercero. Merritt ganó su segunda medalla de oro en esos juegos con el relevo de 4 × 400 m junto a Wariner, Angelo Taylor y David Neville, batiendo el récord olímpico que se había mantenido desde Barcelona 1992 con tiempo de 2:55,39, el segundo más rápido en la historia.
En 2009 consigue su primer título mundial en los 400 m al ganar la medalla de oro en el Campeonato Mundial de Berlín con un tiempo de 44,06 s, superando otra vez a Wariner. También ganó el oro en el relevo de 4 × 400 m formando equipo con Jeremy Wariner, Kerron Clement y Angelo Taylor.

### Suspensión por dopaje
En 2010 se le impuso una sanción de 21 meses por dopaje. Merritt dio positivo en tres pruebas diferentes, comprendidas entre octubre de 2009 y enero de 2010, por DHEA, una prehormona considerada como sustancia dopante. Un tribunal de arbitraje estadounidense atendió su explicación de que su triple positivo se debió al uso de un vigorizador sexual, confirmado por la farmacia que se lo vendió, y le redujo tres meses la sanción. Lo suficiente para que pudiera defender su título mundial en Daegu.

### Retorno a la competición
Regresó de su sanción en el Campeonato Mundial de 2011 consiguiendo la medalla de plata, al ser superado en los últimos metros por Kirani James, un granadino de 18 años. Volvió a ganar el oro con el relevo de 4 × 400 m, aunque esta vez con más dificultades de la previstas, formando equipo con Greg Nixon, Bershawn Jackson y Angelo Taylor. EE. UU. ganó con un tiempo de 2:59,31, el más lento desde que la URSS ganara en 1983.
En 2012 defendió en Londres  su título olímpico sin obtener éxito, al tener que retirarse en la primera ronda después de recaer de la lesión en los isquiotibiales que se produjo dos semanas atrás durante la reunión de Montecarlo.

### Segundo título mundial
En 2013 consiguió su segundo título mundial de los 400 metros al vencer en la final del Campeonato Mundial de Moscú. Merritt ganó con un tiempo de 43,74 s, la quinta mejor marca de la historia, superando a su compatriota Tony McQuay y al dominicano Luguelín Santos. Kirani James, el campeón mundial y olímpico y único no estadounidense que ha bajado de 44 segundos a lo largo de la historia, se derrumbó en la recta final y entró en séptimo lugar. Unos días más tarde, ganó por quinta vez consecutiva la medalla de oro con el relevo de 4 × 400 m, junto con David Verburg, Tony McQuay y Arman Hall.

## Palmarés
| Año  | Competición                          | Lugar          | Puesto | Prueba    | Tiempo       |
| ---- | ------------------------------------ | -------------- | ------ | --------- | ------------ |
| 2004 | Campeonato Mundial Junior            | Grosseto       | 1.º    | 400 m     | 45,25        |
| 2004 | Campeonato Mundial Junior            | Grosseto       | 1.º    | 4 × 100 m | 38,66 (RM)   |
| 2004 | Campeonato Mundial Junior            | Grosseto       | 1.º    | 4 × 400 m | 3:01,09 (RM) |
| 2005 | Campeonato Mundial                   | Helsinki       | 1.º    | 4 × 400 m | 2:56,91      |
| 2006 | Campeonato Mundial en Pista Cubierta | Moscú          | 1.º    | 4 × 400 m | 3:03,24      |
| 2006 | World Athletics Final                | Stuttgart      | 3.º    | 400 m     | 44,14        |
| 2006 | Copa del Mundo                       | Atenas         | 1.º    | 400 m     | 44,54        |
| 2006 | Copa del Mundo                       | Atenas         | 1.º    | 4 × 400 m | 3:00,11      |
| 2007 | Campeonato Mundial                   | Osaka          | 2.º    | 400 m     | 43,96        |
| 2007 | Campeonato Mundial                   | Osaka          | 1.º    | 4 × 400 m | 2:55,56      |
| 2007 | World Athletics Final                | Stuttgart      | 1.º    | 400 m     | 44,58        |
| 2008 | Juegos Olímpicos                     | Pekín          | 1.º    | 400 m     | 43,75        |
| 2008 | Juegos Olímpicos                     | Pekín          | 1.º    | 4 × 400 m | 2:55,39 (RO) |
| 2009 | Campeonato Mundial                   | Berlín         | 1.º    | 400 m     | 44,06        |
| 2009 | Campeonato Mundial                   | Berlín         | 1.º    | 4 × 400 m | 2:57,86      |
| 2009 | World Athletics Final                | Salónica       | 1.º    | 400 m     | 44,93        |
| 2011 | Campeonato Mundial                   | Daegu          | 2.º    | 400 m     | 44,63        |
| 2011 | Campeonato Mundial                   | Daegu          | 1.º    | 4 × 400 m | 2:59,31      |
| 2013 | Campeonato Mundial                   | Moscú          | 1.º    | 400 m     | 43,74        |
| 2013 | Campeonato Mundial                   | Moscú          | 1.º    | 4 × 400 m | 2:58,71      |
| 2015 | Campeonato Mundial                   | Pekín          | 2.º    | 400 m     | 43,65        |
| 2016 | Juegos Olímpicos                     | Río de Janeiro | 3.º    | 400 m     | 43,85        |

- (RM) – Récord mundial
- (RO) – Récord olímpico

## Progresión

### Al aire libre
| Año  | 100 m | Lugar         | 200 m | Lugar                | 300 m | Lugar       | 400 m | Lugar         |
| ---- | ----- | ------------- | ----- | -------------------- | ----- | ----------- | ----- | ------------- |
| 2003 |       |               | 21,33 | Miami (FL)           |       |             | 47,90 | Richmond (VA) |
| 2004 |       |               | 20,72 | College Station (TX) |       |             | 45,25 | Grosseto      |
| 2005 |       |               | 20,38 | Knoxville (TN)       |       |             | 44,66 | Kingston      |
| 2006 |       |               | 20,10 | Lausanne             | 31,31 | Eugene (OR) | 44,14 | Stuttgart     |
| 2007 | 10,56 | Lynchburg(VA) | 19,98 | Carson (CA)          |       |             | 43,96 | Osaka         |
| 2008 |       |               | 20,08 | Doha                 |       |             | 43,75 | Pekín         |
| 2009 |       |               | 20,07 | Carson (CA)          | 31,30 | Eugene (OR) | 44,06 | Berlín        |
| 2011 |       |               | 20,13 | Rieti                |       |             | 44,35 | Daegu         |
| 2012 |       |               | 20,16 | Isla de San Martín   |       |             | 44,12 | Eugene        |
| 2013 |       |               | 20,26 | George Town          |       |             | 43,74 | Moscú         |

### En pista cubierta
| Año  | 60 m | Lugar         | 200 m | Lugar         | 300 m | Lugar        | 400 m | Lugar            | 500 m   | Lugar      |
| ---- | ---- | ------------- | ----- | ------------- | ----- | ------------ | ----- | ---------------- | ------- | ---------- |
| 2005 |      |               | 20,40 | Fayetteville  |       |              | 44,93 | Fayetteville     |         |            |
| 2006 | 6,68 | Lynchburg     | 20,72 | State College | 31,94 | Fayetteville | 46,17 | Roxbury (Boston) | 1:03,38 | Nueva York |
| 2007 | 6,84 | Princess Anne | 20,71 | Fayetteville  |       |              | 45,51 | Fayetteville     |         |            |
| 2008 |      |               | 20,82 | Blacksburg    |       |              |       |                  |         |            |
| 2012 |      |               |       |               |       |              |       |                  | 1:01,39 | Nueva York |